# Żydowskie cmentarze w Pápa

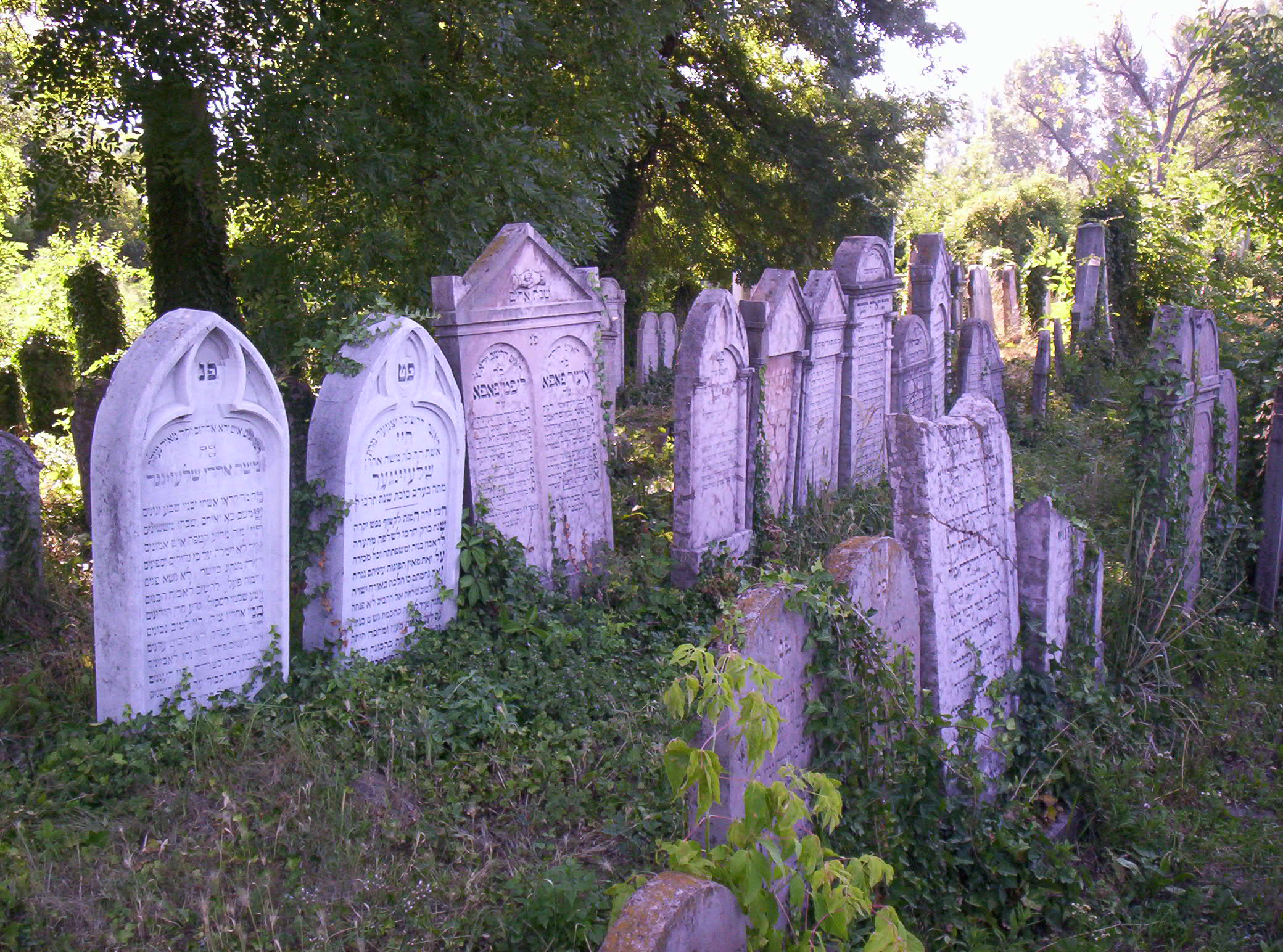
Stary cmentarz żydowski

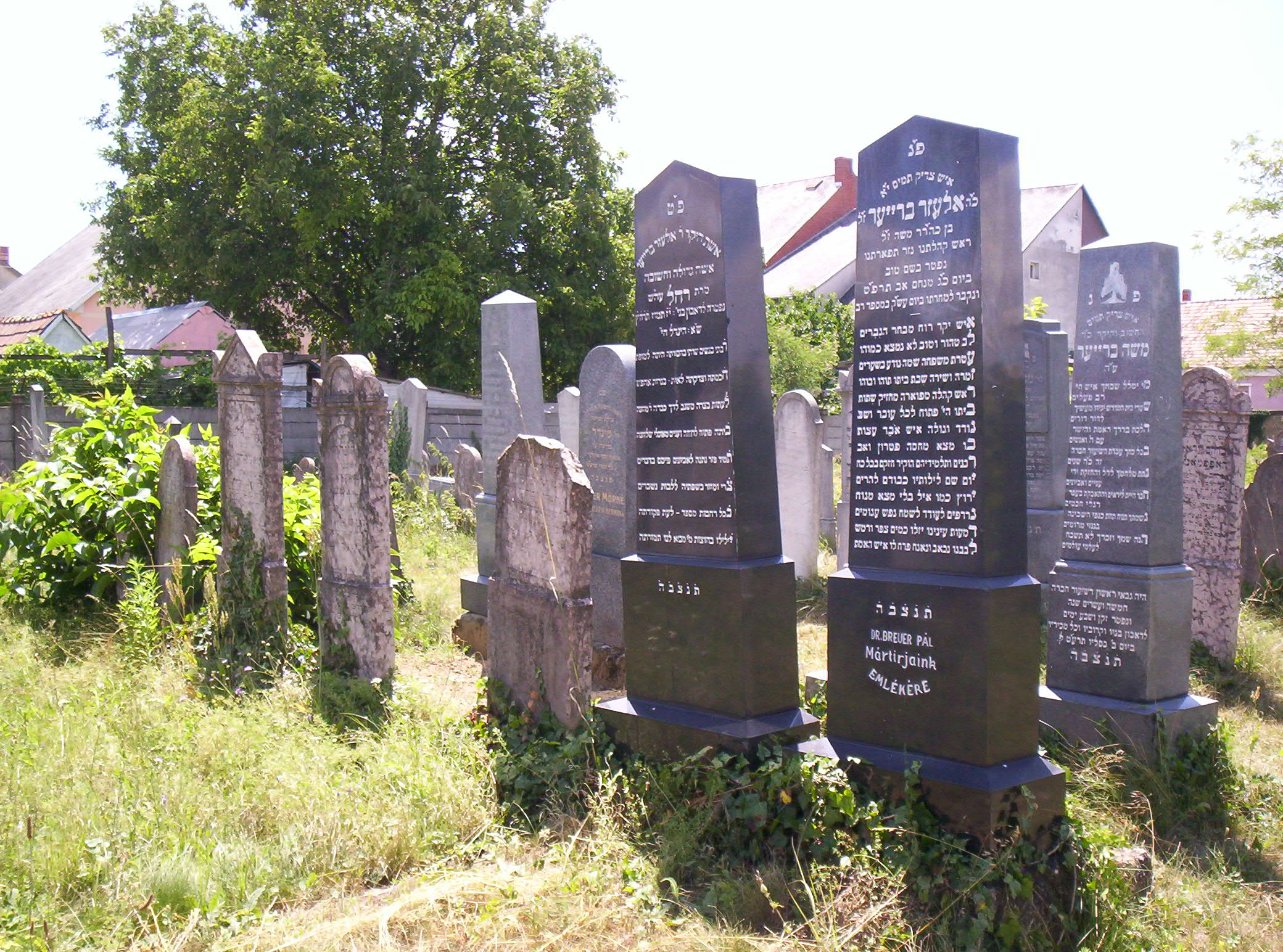
Nowy cmentarz żydowski

W Pápa znajdują się dwa żydowskie cmentarze - stary założony w XVIII w. i nowy z XIX w.